# Dóra Molnár
Dóra Molnár, född 29 juni 2006 i Budafok, är en ungersk simmare.

## Karriär
Vid EM 2024 i Belgrad tog Molnár silver på 200 meter ryggsim samt var en del av Ungerns lag som tog silver på 4×200 meter frisim. Hon erhöll även guld på både 4×100 meter frisim och 4×200 meter mixed frisim efter att ha simmat försöksheaten där Ungern sedermera tog medaljer.